# Luna fortuna
Luna fortuna è un singolo dei cantautori italiani Lorenzo Fragola e Mameli, pubblicato il 20 maggio 2022 come secondo estratto dall'album Crepacuore.

## Descrizione
Prodotto da Takagi & Ketra e scritto anche da Camilla Magli, Luna fortuna è un brano reggae. È la seconda collaborazione tra i due artisti, dopo Attraverso.